# Kostel svatého Víta (Lipnice nad Sázavou)
Farní kostel svatého Víta je sakrální stavba ve středu obce Lipnice nad Sázavou. Původně gotický kostel byl několikrát upravován a přestavován v různých architektonických slozích.

## Historie
Kostel byl postaven v gotickém stylu, první písemná zmínka o něm pochází z roku 1347. Později byl obnoven v pozdně gotickém stylu. V 17. a 18. století byly provedeny barokní úpravy spolu s hradní kaplí a zároveň byla na skále nad kostelem postavena zvonice. V roce 1869 kostel vyhořel spolu s hradem a velkou částí městečka. Opravy byly dokončeny roku 1914.

## Architektura a vybavení
Lipnický kostel je jednolodní s polygonálně uzavřeným presbytářem. Autorem hlavního oltáře z roku 1870 je K. Heinrich z Kutné Hory, jeden z vedlejších oltářů s motivem sv. Josefa pochází z hradní kaple. Ke kostelu vede mohutné kamenné schodiště.  Kostel je kulturní památkou České republiky.